# Nikola Karabatić
Nikola Karabatić (fr. Nikola Karabatic, Niš, 11. april 1984) francuski bivši je rukometni reprezentativac srpsko-hrvatskog porekla. Od leta 2015. nastupaо је za Pariz Sen Žermen. Bio je organizator igre i igraо је na poziciji levog i srednjeg beka. Penzionisao se 2024. godine.

## Biografija
Nikolin otac Branko Karabatić je Hrvat iz okoline Trogira. Majka Nikole Karabatića je Srpkinja iz Aleksinca, lekar po zanimanju. Kao profesionalni rukometaš preselio se u Niš postavši golman u RK Železničar. U to vreme je nastupao i za selekciju Jugoslavije. Brat mu je Luka Karabatić.
Sa nemačkim Kilom u kome je igrao od 2005. do 2009. osvojio je 4 titule prvaka Nemačke, 3 kupa, 3 superkupa, 1 superkup Evrope i Ligu šampiona 2007. Sa Monpeljeom, gde je prvi put nastupao od 2000. do 2005. i ponovo od 2009. do 2013. je osvojio 7 titula prvaka Francuske, 6 kupova, 5 liga kupova, 2 Trofeja šampiona i Ligu šampiona 2003. Sa najtrofejnijim evropskim klubom španskom Barselonom osvojio je 2 titule prvaka Španije, 2 kupa, 2 superkupa, 2 liga kupa, 2 svetska klupska prvenstva i Ligu šampiona 2015. Sa trofejima je nastavio i u dresu Pariz Sen Žermenа gde je osvojio 2 titule prvaka Francuske uz 2 superkupa i 1 liga kup.
Za seniorsku reprezentaciju Francuske nastupaо је od 2002. godine. Osvojio je dve zlatne medalje na Olimpijskim igrama 2008. u Pekingu i 2012. u Londonu i srebro 2016. u Rio de Ženeiru. Na svetskim prvenstvima osvajao je bronzane medalje u Portugalu 2003., Tunisu 2005. i Njemačkoj i Danskoj 2019., dok je zlatnu medalju osvajao u Hrvatskoj 2009., Švedskoj 2011., Kataru 2015. i Francuskoj 2017. Na evropskim prvenstvima osvojio je bronze u Norveškoj 2008 i Hrvatskoj 2018. i tri zlata u Švajcarskoj 2006., Austriji 2010. i Danskoj 2014.

## Klupski trofeji

### Monpelje
- Prvenstvo Francuske : 2002, 2003, 2004, 2005, 2010, 2011, 2012.
- Kup Francuske : 2001, 2002, 2003, 2005, 2010, 2012.
- Liga kup Francuske : 2004, 2005, 2010, 2011, 2012.
- Superkup Francuske : 2010, 2011.
- EHF Liga šampiona : 2003.

### Кil
- Prvenstvo Nemačke : 2006, 2007, 2008, 2009.
- Kup Nemačke : 2007, 2008, 2009.
- Superkup Nemačke : 2005, 2007, 2008.
- EHF Liga šampiona : 2007, (finale 2008. i 2009.)
- Superkup Evrope : 2007.

### Barselona
- Prvenstvo Španije : 2014, 2015.
- Kup Španije : 2014, 2015.
- Superkup Španije : 2013, 2014.
- Liga kup Španije : 2013, 2014.
- EHF Liga šampiona : 2015.
- Svetsko klupsko prvenstvo : 2013, 2014.

### Pariz Sen Žermen
- Prvenstvo Francuske : 2016, 2017, 2018, 2019.
- Kup Francuske: 2015, 2018.
- Superkup Francuske : 2015, 2016.
- Liga kup Francuske : 2017, 2018, 2019.
- EHF Liga šampiona : finale 2017.

## Nagrade i priznanja
- U najboljoj postavi prvenstva (kao najbolji levi bek): EP 2004, SP 2007.
- Najbolji srednji bek prvenstva: SP 2009.
- Najbolji igrač prvenstva: EP 2008., SP 2011.
- Najbolji strelac prvenstva: EP 2008. (sa Balićem i Kristijansenom)
- Kilski sportista godine: 2006.
- 2008 - U tradicionalnom izboru Handball Woche proglašen je najboljim rukometašem u Nemačkoj. To je bilo tek drugi put od 1978. da je jedan ne-Nemac poneo tu titulu.
- MVP Evropskog Prvenstva 2014 u Danskoj.

## Spoljašnje veze
- Zvaničan sajt Nikole Karabatića Архивирано на веб-сајту  (21. јануар 2015)
- Najbolji rukometaš planete hrani se u niškom “Kazandžijskom sokačetu” (31. decembar 2015) Архивирано на веб-сајту  (2. јануар 2016)